# Thorsten Droste
Thorsten Droste (* 12. September 1950 in Hamburg; † 27. Dezember 2011 in Wetzlar) war ein deutscher Kunsthistoriker, Autor, Fotograf und Veranstalter von Studienreisen.

## Leben

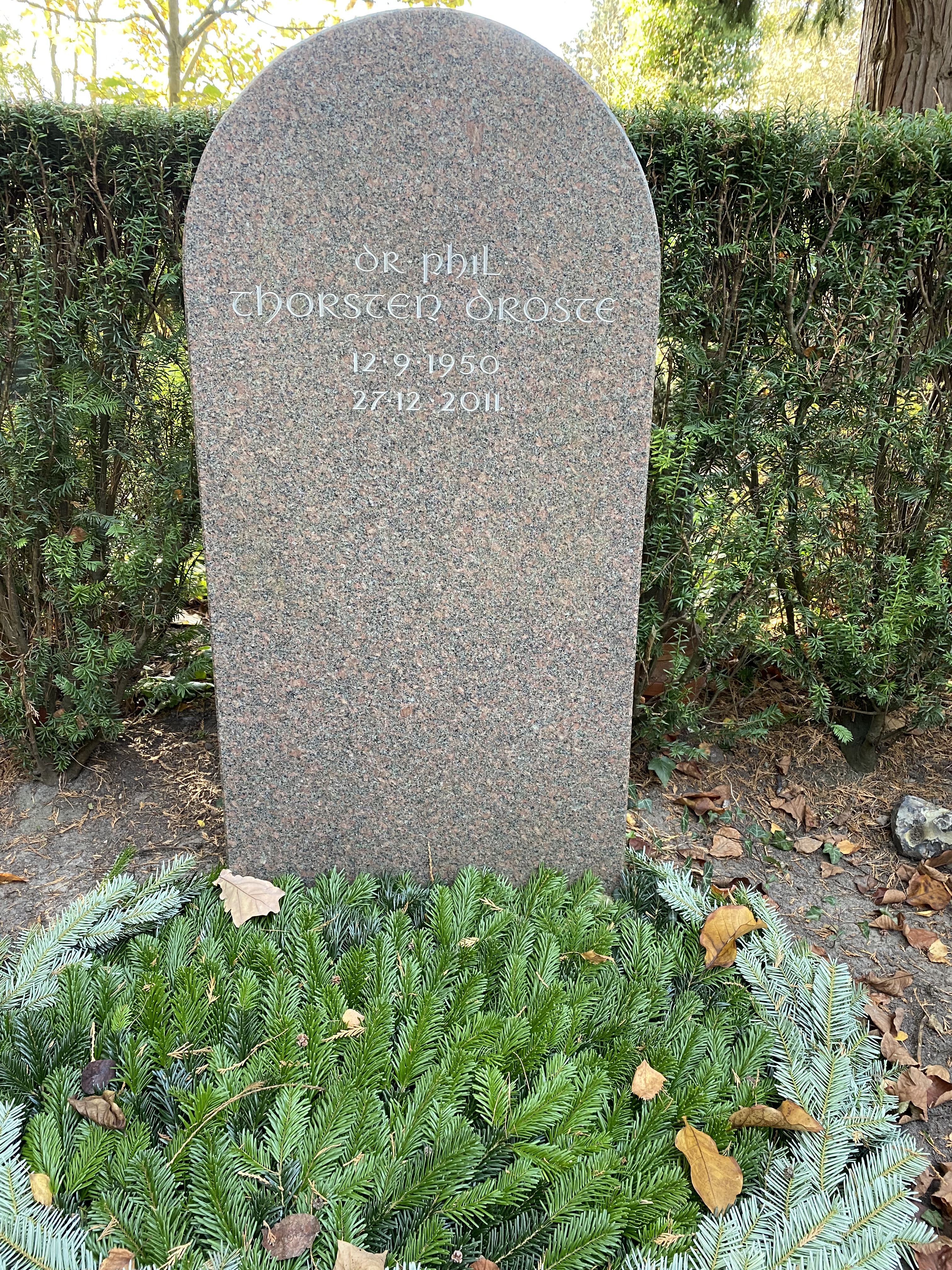
Grabstätte

Thorsten Droste studierte zunächst Malerei an den Kunsthochschulen in Hamburg und München, anschließend Kunstgeschichte, Archäologie sowie Geschichte und promovierte 1978 über die Bronzetür des Augsburger Domes.
Er führte bereits als Student die ersten Studienreisen durch und publizierte seitdem nach dem Motto „Buch und Reise aus einer Hand“ über seine Reiseziele wie Burgund, Venedig, die spanischen und französischen Pyrenäen, das Périgord oder den Jakobsweg. Zeitweise in Salzburg lebend, unterrichtete Droste als freier Dozent ab 1970 Kunstgeschichte des Mittelalters an der dortigen Universität. Von 1997 bis 2009 lebte der Kunsthistoriker in Südwest-Frankreich und zog schließlich nach Hessen. Bis zu seinem Tod Im Jahr 2011 veröffentlichte er mehr als 30 Bücher überwiegend zu Themen mittelalterlicher Geschichte und Kunst.
Thorsten Droste verstarb 61-jährig in Wetzlar und wurde auf dem Nienstedtener Friedhof in seiner Geburtsstadt Hamburg beigesetzt.

## Ehrungen
Droste wurde 1996 zum Ehrenbürger der Stadt Sarlat ernannt.

## Werke
Viele von Drostes Büchern wurden übersetzt, vor allem ins Französische. Zwei seiner Publikationen über die Jakobswege in Europa wurden in Frankreich sogar prämiert.
- Kleine Kunstgeschichte Frankreichs. (zusammen mit Hilja Droste) Primus Verlag, Darmstadt 2012, ISBN 978-3-86312-315-4.
- DuMont Kunst-Reiseführer Burgund. DuMont-Reiseverlag, Ostfildern 2011, ISBN 978-3-7701-4166-1.
- DuMont Kunst-Reiseführer Provence. DuMont-Reiseverlag, Ostfildern 2011, ISBN 978-3-7701-3927-9.
- DuMont Kunst-Reiseführer Venedig. DuMont-Reiseverlag, Ostfildern 2010, ISBN 978-3-7701-6068-6.
- DuMont Kunst-Reiseführer Paris. (zusammen mit Julia Droste-Hennings) DuMont-Reiseverlag, Ostfildern 2010, ISBN 978-3-7701-6090-7.
- Der Jakobsweg in Frankreich. Hirmer Verlag, München 2008, ISBN 978-3-7774-4365-2.
- Frankreich – der Südwesten. (zusammen mit Julia Droste-Hennings) DuMont-Reiseverlag, Ostfildern 2007, ISBN 978-3-7701-6618-3.
- Der Jakobsweg. Hirmer Verlag, München 2004, ISBN 3-7774-2005-0.
- Die Pyrenäen. Hirmer Verlag, München 2001, ISBN 3-7774-8990-5.
- Burgund: Kernland des europäischen Mittelalters. Hirmer Verlag, München 2001, ISBN 3-7774-8980-8.